# Pogonotriccus lanyoni
A Pogonotriccus lanyoni a madarak (Aves) osztályának verébalakúak (Passeriformes) rendjébe és a királygébicsfélék (Tyrannidae) családjába tartozó faj.

## Rendszerezése
A fajt Gary R. Graves amerikai ornitológus írta le 1988-ban, a Phylloscartes nembe Phylloscartes lanyoni néven. Egyes szervezetek jelenleg is ide sorolják. Tudományos faji nevét Wesley E. Lanyon amerikai ornitológus tiszteletére kapta.

## Előfordulása
Dél-Amerika északnyugati részén, az Andok alacsonyabb részein, Kolumbia területén honos. Természetes élőhelyei a szubtrópusi és trópusi síkvidéki esőerdők. Állandó, nem vonuló faj.

## Megjelenése
Testhossza 11 centiméter.

## Természetvédelmi helyzete
Az elterjedési területe kicsi, egyedszáma 600-1700 példány közötti és csökken. A Természetvédelmi Világszövetség Vörös listáján veszélyeztetett fajként szerepel.